# Toccata (Balakirev)
Pour les articles homonymes, voir Toccata (homonymie).
La Toccata en ut dièse mineur est une œuvre pour piano de Mili Balakirev, composée le 22 novembre 1902 (5 décembre dans le calendrier grégorien). Éditée la même année, il s'agit de l'une des dernières partitions du compositeur russe.

## Composition
Mili Balakirev compose sa Toccata en ut dièse mineur le 22 novembre 1902 (5 décembre dans le calendrier grégorien),. La partition est éditée la même année à Leipzig, par Julius Heinrich Zimmermann, l'« éditeur idéal » selon le compositeur qui l'avait rencontré en 1899. Le soutien de cet éditeur permet au musicien russe de reprendre la composition, surmontant sa dépression et les incertitudes qui le minaient depuis des années.

## Analyse
La Toccata de Balakirev constitue un « nouveau défi de virtuosité dans lequel les réminiscences techniques d'Islamey paraissent en maints endroits, mais dans un style plus spécifiquement slave » pour André Lischke.
Edward Garden considère que le premier thème de la Toccata montre Balakirev « au plus clair et au plus classique de son style, mais l'œuvre n'est ni rétrograde, ni un travail d'épigone ». Dans ces dernières années de composition, cette partition témoigne des capacités de son auteur à déployer « de flamboyantes, puissantes et convaincantes démonstrations d'émotion et d'énergie ».
En revanche, Guy Sacre estime que la Toccata « commence mal, sur un thème trop facile (en ut dièse mineur, Allegro ma non troppo), d'une écriture en doubles notes sans réelle difficulté. C'est le martèlement d'accords alternés rapidement aux deux mains, dans le retour du premier thème, qui vaut enfin son titre à la pièce ». Alexander Paley discerne une parenté avec la ligne mélodique de Chopin, dans la section centrale de cette « pièce de salon » rehaussée par les subtils chromatismes caractéristiques de l'art de Balakirev. Nicholas Walker se montre enthousiasmé par cette partition « fascinante et complexe ».

## Postérité
Edward Garden range la Toccata parmi les « bonnes partitions » de Balakirev pour le piano.
Guy Sacre déplore la « méconnaissance » dans laquelle est tenue l'œuvre pour piano de Balakirev, tout en reconnaissant que le compositeur « ressert les recettes d'Islamey, quelquefois sans discernement : ce thème lyrique aurait dû demeurer frêle et flexible, il le percute soudain en toccata », ce qui semble être une signature du compositeur pour les pianistes.

## Discographie
- Balakirev, Intégrale des œuvres pour piano par Alexander Paley (New York, octobre 1992, 6 CD ESS.A.Y Records CD1028/33 / Brilliant Classics)[16] (OCLC 1109982074 et 32601566) et (OCLC 886533155).
- Balakirev, Intégrale des œuvres pour piano par Nicholas Walker (2012 à 2019, Grand Piano GP636 à GP846)[17],[18] (OCLC 163440730 et 43451621)
- Toccatas : Pasquini, Scarlatti, Czerny, Schumann, Balakirev, Chaminade, Massenet, Saint-Saëns, Holst, Poulenc, Ravel, Debussy, Prokofiev - Jean Dubé, piano (2007, 2CD Syrius) (OCLC 742930609)

### Ouvrages généraux
- Louis Aguettant, La Musique de piano : des origines à Ravel, Paris, Albin Michel / L'Harmattan, coll. « Les Introuvables », 1999 (1re éd. 1954), 446 p. (ISBN 978-2-738-48141-2).
- André Lischke et François-René Tranchefort (dir.), Guide de la musique de piano et de clavecin : Mili Balakirev, Paris, Fayard, coll. « Les Indispensables de la musique », 1987, 870 p. (ISBN 978-2-213-01639-9), p. 72-75.
- Guy Sacre, La musique pour piano : dictionnaire des compositeurs et des œuvres, vol. I (A-I), Paris, Robert Laffont, coll. « Bouquins », 1998, 1495 p. (ISBN 978-2-221-05017-0), p. 246-266.

### Monographies
- (en) Edward Garden, Balakirev : A Critical Study of his Life and Music, Londres, Faber and Faber, 1967, 352 p. (OCLC 464329486, BNF 43004569).